# Osenovlag, Sofia
Osenovlag (în bulgară Осеновлаг) este un sat în comuna Svoghe, regiunea Sofia,  Bulgaria. 

## Demografie
Componența etnică a satului Osenovlag
     Bulgari (99,62%)
     Nicio identificare (0,37%)
     Altele (0%)
La recensământul din 2011, populația satului Osenovlag era de 269 locuitori. Din punct de vedere etnic, majoritatea locuitorilor (99,62%) erau bulgari. Pentru 0,37% din locuitori nu este cunoscută apartenența etnică.